# Leo Klein Gebbink
Leo Klein Gebbink (Zelhem, 9 januari 1968) is een Nederlandse ex-hockeyspeler. Klein Gebbink speelde in zijn carrière 143 officiële interlands voor het Nederlands elftal, waarin hij acht keer scoorde. Zijn eerste interland speelde hij op 28 januari 1990, in en tegen Spanje (3-3). Zijn laatste interland speelde hij op 17 augustus 1998 toen het Nederlands elftal met 1-4 verloor van Argentinië.
Klein Gebbink speelde in het verleden op het middenveld, en kwam voor DHC, Deventer, Wageningen,TMHC Tilburg, HC Kampong, MHC Vianen en MHC Bommelerwaard uit. 
Floris Jan Bovelander · 
Jacques Brinkman · 
Marc Delissen · 
Cees Jan Diepeveen · 
Pieter van Ede · 
Maarten van Grimbergen · 
Taco van den Honert · 
Leo Klein Gebbink · 
Hendrik Jan Kooijman · 
Harrie Kwinten · 
Frank Leistra · 
Bart Looije · 
Wouter van Pelt · 
Bastiaan Poortenaar · 
Stephan Veen · 
Gijs Weterings ·
Coach: Hans Jorritsma
Floris Jan Bovelander · 
Jacques Brinkman · 
Maurits Crucq · 
Marc Delissen · 
Jeroen Delmee · 
Taco van den Honert · 
Ronald Jansen · 
Erik Jazet · 
Leo Klein Gebbink · 
Bram Lomans · 
Tycho van Meer · 
Teun de Nooijer · 
Wouter van Pelt · 
Stephan Veen · 
Guus Vogels · 
Remco van Wijk ·
Coach: Roelant Oltmans